# Digitaria badia
Digitaria badia là một loài thực vật có hoa trong họ Hòa thảo. Loài này được (Scribn. & Merr.) Fernald mô tả khoa học đầu tiên năm 1920.